# Bataille de Varey
Pour les articles homonymes, voir Varey.
Conflit delphino-savoyard
La bataille de Varey, qui eut lieu le 7 août 1325, est la plus célèbre bataille du conflit qui opposa aux XIIIe et XIVe siècles les comtes de Savoie aux dauphins de Viennois. Elle eut lieu sur la commune actuelle de Saint-Jean-le-Vieux, dans l'Ain.

## Le contexte
Les deux petits États voisins de Savoie et du Dauphiné se sont détachés du Saint-Empire romain germanique. À l'origine simples seigneuries, chacun s'est étendu progressivement au gré des évènements (mariage, conquête, protection...) sans souci de cohérence géographique. Il n'y a pas de véritable frontière et les possessions sont enchevêtrées.
Un premier conflit oppose au milieu du XIIe siècle Guigues IV, le premier à porter le surnom de Dauphin, puis son fils Guigues V au comte Amédée III de Savoie. Mais l'autorité impériale renaissante assure une paix durable.

## Une «guerre de cent ans»

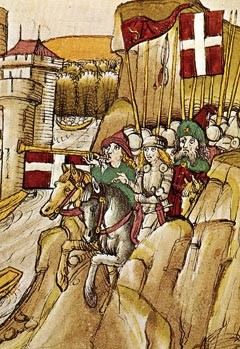
Pierre II de Savoie

Alfred Dufour, historien suisse du droit, observe que la période allant de 1280 à 1329 est marquée par ces « guerres féodales » entre les deux familles comtales. Le médiéviste Bernard Demotz parle quant à lui de « véritable guerre de cent ans », qui a débuté vers 1234.
En 1241 ou 1242, le baron Aymon II de Faucigny organise les fiançailles de sa petite-fille Béatrix (ou Béatrice), fille de Pierre de Savoie et nièce du comte de Savoie Amédée IV, avec le Dauphin Guigues VII,. Le mariage est célébré en 1261. Seule héritière de sa mère Agnès, le Faucigny passe en dot à la maison du Viennois. En 1268, Philippe Ier succède à son frère Pierre, qui était devenu comte de Savoie en 1263. Ce dernier veut récupérer le Faucigny, devenu une enclave dans ses états. C'est l'origine du conflit entre le Dauphiné et la Savoie, un différend qui va durer cent ans.
Pendant cinq décennies, les comtes successifs de Savoie affrontent les Dauphins qui ont trouvé des alliés auprès du comte et de l'évêque de Genève. C'est une période de chevauchées assez vaines, avec des prises de possessions réciproques, et entrecoupées d'arbitrages, trêves et traités imposés par le pape ou le roi de France.
En 1320, lassé de cette guerre d'usure, Amédée V de Savoie veut frapper un grand coup pendant la minorité de Guigues VIII. Les années suivantes les échauffourées se multiplient. Amédée V meurt en 1323. Son fils Édouard lui succède. Le château de Varey, puissamment fortifié au siècle précédent est en possession de la maison de Genève, mais contestée par les sires de Beaujeu. Hugues de Genève rend hommage au dauphin Guigues VIII en 1323 pour ses châteaux de Varey, Brangues et Anthon,. Édouard de Savoie, allié au sire de Beaujeu, décide d'investir le château de Varey.

## La bataille
Ce conflit est aussi une affaire de famille comme le montre la liste des chefs combattants qui vont s'affronter en ce jour du 7 août 1325.

### Les protagonistes

#### les officiers

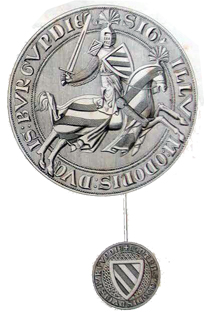
Le Sceau d'Eudes IV de Bourgogne

Pour le parti savoyard :
- Édouard de Savoie a une expérience guerrière, ayant dirigé de nombreuses expéditions militaires sous les ordres de son père ou au service du roi de France.
- Guichard VI, sire de Beaujeu ; allié de longue date[réf. nécessaire] de la maison de Savoie, il est intéressé au premier chef par la prise du château de Varey. Il est fait prisonnier à l'issue de la bataille et doit pour recouvrer sa liberté prendre en fief du dauphin le bourg de Miribel[N 1].
- Jean II de Châlon, comte d'Auxerre, dont la mère est une sœur d’Édouard[N 1].
- Robert de Bourgogne, comte de Tonnerre, frère du duc régnant Eudes IV de Bourgogne.
- Boniface II du Cly, capitaine des chevaliers valdôtains. Il sera nommé en 1328 bailli du Bugey savoyard[8].
- Des vassaux suisses.
- Humbert de Thoire. En 1334, il devra pour racheter sa liberté rendre hommage de la poypiam de Monteuls (poype de Monthieux (Monthieux)) au dauphin de Viennois[9].

Pour le parti dauphinois :
- Guigues VIII du Viennois, le jeune dauphin n'a que 16 ans et une totale inexpérience des combats[N 2].
- Hugues de La Tour, seigneur de Faucigny, oncle du jeune Guigues, mais aussi beau-frère d'Édouard de Savoie par son mariage avec Marie de Savoie. Il possède également les châtellenie de Montbonnot, Montfleury et La Terrasse en Grésivaudan.
- Amédée III de Genève, héritier des comtes de Genève et aussi neveu d'Édouard
- Hugues de Genève, capitaine de la ligue anti-savoyarde.
- Hugues de Joinville, seigneur de Gex.
- Aymar de Poitiers, comte de Valentinois et de Diois, la plus puissante famille de la région dauphinoise après celle des Dauphins.
- Raymond IV de Baux, prince d'Orange, cousin par alliance de Guigues.
- Jean II de Chalon-Arlay, allié à la famille des comtes de Genève.
- le Grand Chanoine et ses mercenaires gascons.
- Guillaume de Rougemont, bailli de Monton
- Raymond de Montauban, seigneur de Montmaur.

### Le siège

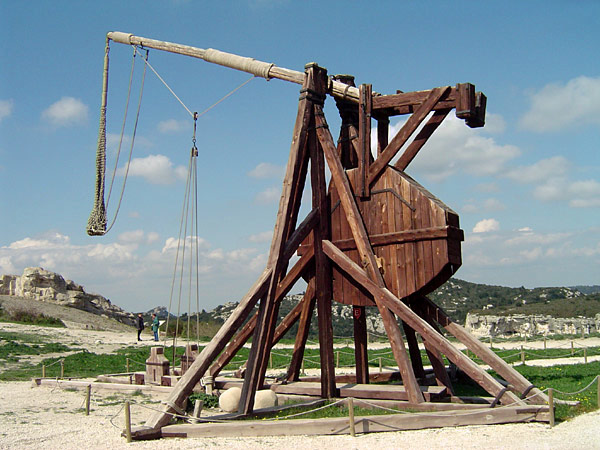
Réplique d'un trébuchet.

Le comte de Savoie réunit son ost à Bourg-en-Bresse ; c'est une armée brillante accompagnée d'un grand nombre de machines de guerre pour battre les murailles de ce château et y lancer des pierres et des traits. 
Le siège commence par quelques combats près des murs du château, entre sa garnison et les assiégeants. Bientôt ceux-ci l'investissent et disposent leurs machines ou leurs engins autour des murailles. Des béliers armés de têtes de fer les ébranlent ; d'autres machines lancent d'énormes quartiers de pierre qui brisent les toits des tours et défoncent les planchers. Le commandant de la garnison du château est Guillaume, seigneur de Tournon. Après 5 ou 6 jours de siège, il obtient une trêve de dix jours au terme de laquelle la garnison se rendra si elle n'est pas secourue. Avec l'accord des assiégeants, il envoie un messager auprès de Guigues.
L'armée du Dauphin venant de Crémieu, échappe aux veilleurs savoyards, double Ambronay et arrive à vue du château de Varey à la grande surprise d'Édouard.

### L’affrontement
Cependant, Guigues ne profite pas de l'effet de surprise et prend le temps d'organiser son corps de bataille en trois lignes classiques de l'époque : l'avant-garde (Raymond de Baux et le Grand Chanoine) doit percer la ligne adverse ; le corps central (le dauphin flanqué d'Amédée et Hugues de Genève) doit exploiter cette percée ; et l'arrière-garde (Aymar de Poitiers) est chargé de poursuivre l'ennemi débandé. Le dispositif est mis en place dans la plaine des Arpilles entre le château et Saint-Jean-le-Vieux.
Il n'y a pas d'engagement préalable d'arbalétriers. Les troupes à pied sont laissées à l'arrière. L'affrontement sera un combat courtois entre chevaliers.
Les Bourguignons, alliés de Savoie, attaquent et enfoncent la première ligne delphinoise.
La mort de Barbançon brise l'élan des bourguignons qui sont repoussés par le corps de bataille d'Amédée et Hugues de Genève jusque dans leur campement. Finalement les savoyards sont submergés et pris de revers par la garnison du château sur leur arrière.
Édouard, un instant prisonnier, réussit à s'échapper et à se réfugier dans le château voisin de Pont-d'Ain. La bataille s'achève par le sac du campement savoyard et le pillage des riches bagages du comte Édouard.
Les effectifs engagés de part et d'autre ne sont pas connus. Certains chroniqueurs parlent de 2 000 morts,. Côté savoyard, Robert de Bourgogne, comte de Tonnerre, Jean de Chalon, comte d'Auxerre et Guichard, sire de Beaujeu sont faits prisonniers et devront payer de fortes rançons.

## Après la bataille

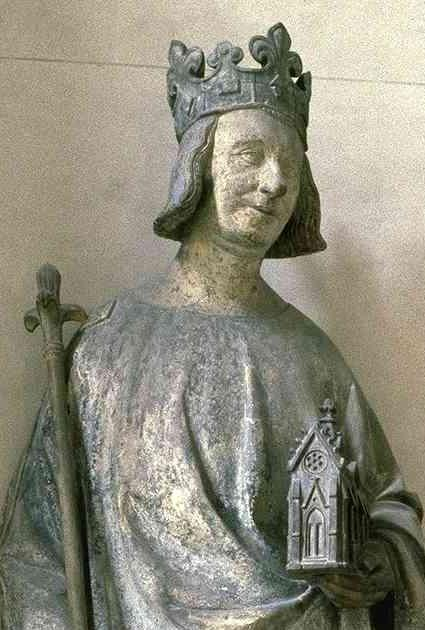
Charles V (statue conservée au Musée du Louvre)

En s'enfuyant du champ de bataille, Édouard préserve ses capacités de réaction. Guigues de son côté n'exploite pas la victoire obtenue lors d'une des rares batailles rangées du conflit. Dès 1326 les chevauchées entrecoupées de trêves reprennent malgré les efforts de médiation du roi de France et du pape Jean XXII.
En 1328, Savoyards et Dauphinois se retrouvent côte-à-côte dans l'ost du roi de France Philippe VI lors de la bataille de Cassel contre les Flamands. Ce compagnonnage d'armes ne met pas fin à leurs querelles.
Édouard meurt le 4 novembre 1329 ; Guigues tombe à son tour le 23 juillet 1333 au cours du siège du château de La Perrière (commune de St Julien de Ratz, près de Voreppe, Isère). La Savoie et le Dauphiné sont financièrement exsangues. Le successeur de Guigues VIII, son frère cadet Humbert II, songe à céder son héritage et trouve un accord en 1349 avec le roi de France. C'est le futur Charles V qui devient le nouveau Dauphin.
Ce dernier obtient une paix solide avec le comte de Savoie Amédée VI. La question des enclaves est réglée par des échanges : le Dauphiné renonce au Faucigny et à ses châtellenies en Bresse ; la Savoie abandonne ses terres en Viennois. Le 5 janvier, le traité de Paris met définitivement fin en 1355 au conflit delphino-savoyard.